# Adolf Kronfeld
Adolf Kronfeld (* 3. Juni 1861 in Lemberg; † 14. Juni 1938 in Wien), österreichischer Arzt und Schriftsteller, der sich besonders um die Ethnomedizin verdient gemacht hat.
Adolf Kronfeld war der Bruder der beiden Mediziner Ernst Moritz (1865–1942) und Robert Kronfeld (1874–1946) und Onkel von dessen Sohn, des Segelfliegers Robert Kronfeld (1904–1948). Mit der 1897 geheirateten Adolphine Waldenberger hatte er drei Söhne Peter (* 1899), Paul (* 1901) und Otto (* 1902). 
In Wien war er städtischer Oberarzt und lange Zeit Chefredakteur der Wiener Medizinischen Wochenschrift sowie Mitarbeiter der Neuen freien Presse.

## Veröffentlichungen
- mit Oskar von Hovorka: Vergleichende Volksmedizin. Eine Darstellung volksmedizinischer Sitten und Gebräuche, Anschauungen und Heilfaktoren, des Aberglaubens und der Zaubermedizin. 2 Bände. Stuttgart 1908–1909.
- Führer durch das Medizinische Wien. Geschichte und Organisation. Wien 1911.